# Grønlandsrådet
Der Grønlandsrådet („Grönlandrat“) war ein politisches Gremium mit dänischer und grönländischer Beteiligung, das für die Beratung bezüglich der Entwicklung Grönlands zuständig war. Er existierte von 1964 bis 1979.

## Geschichte
Zur Behandlung grönländischer Fragen war 1925 im Rigsdag der Grönlandausschuss gegründet worden, in dem ausschließlich dänische Abgeordnete saßen. Ab 1950 waren auch Grönländer in ihm vertreten. Im Zuge der Überlegungen für die G60-Politik empfahl der von 1960 bis 1964 aktive G50-Politik#Grønlandsudvalg im November 1963 die Abschaffung des Ausschusses und stattdessen die Einführung des Grønlandsrådets. Das Grönlandministerium schuf daraufhin einen Gesetzesvorschlag, der im März 1964 Grønlands Landsråd vorgelegt wurde. Der Landesrat lehnte ab, dass der Landesratsvorsitzende, zu dem Zeitpunkt der Landshøvding, als Däne automatisch einer der grönländischen Vertreter sein sollte. Am 9. März akzeptierte der Landesrat den übrigen Gesetzesvorschlag unter dem genannten Vorbehalt. Am 13. März wurde der bearbeitete Gesetzesvorschlag dem Folketing vorgelegt und am 29. Mai angenommen und am 4. Juli 1964 wurde der Rat schließlich gegründet.
Der Grønlandsrådet hatte elf Mitglieder. Der König wählte alle fünf Jahre einen Vorsitzenden, fünf der Vertreter wurden vom Folketing ausgewählt, zwei waren die beiden grönländischen Folketingsabgeordneten und drei wurden vom Landesrat gewählt. Dazu kam ein dem Grönlandministerium untergeordnetes Sekretariat. Der Rat erhielt folgende Aufgaben:
- Analysierung von Demografie, Wirtschaft, Wohnwesen, Bildungswesen, Gesundheitswesen usw.
- Planung von Investitionsprogrammen und anderen Ausgaben
- Behandlung von Betriebsproblemen (Arbeitskraftmangel, Nahrungsmittelversorgung usw.)
- Überwachung der Entwicklung des Einkommensniveaus
- Bewertung von gesetzlichen Änderungen und Strategien in Bezug auf Harmonie untereinander und angemessene Entwicklung
- Untersuchung von Realisierung und Konsequenzen von politischen Entscheidungen

Übergeordnet war der Rat somit für die Planung von Maßnahmen bezüglich Grönlands Entwicklung im Zuge der G60-Politik zuständig. Er sollte keine politische Entscheidungsmacht haben und lediglich als Beratungsgremium für die Legislative und Exekutive in Dänemark und Grönland dienen.
Die Einführung des Grønlandsrådets traf nicht überall auf Begeisterung. Eske Brun warnte, dass der Rat die Kompetenzen des Grönlandministeriums untergraben könnte. In einem Interview im Jahr 1973 gab Jonathan Motzfeldt, der zu diesem Zeitpunkt Mitglied des Grønlandsrådets war, dass er die Einführung des Rats damals für falsch hielt, weil er auch die Kompetenzen des Landesrats einschnitt und dafür sorgte, dass grönländische Probleme noch weniger in Grönland behandelt wurden.
Mit der Einführung der Hjemmestyre wurde der Grønlandsrådet im Jahr 1979 aufgelöst.

## Mitglieder
Folgende Personen waren Mitglied des Grønlandsrådets.

### Vorsitzende
- 1964–1974: Hans Henrik Koch (Vorsitzender)
- 1975–1979: Poul Nørregaard Rasmussen (Vorsitzender)

### Vom Folketing ausgewählte Mitglieder
- 1964–1967: Lis Groes
- 1964–1966, 1969: Jacob Kirkegaard
- 1964–1967: Erik Ninn-Hansen
- 1964–1967: Simon From
- 1964–1970: Holger Vivike
- 1967: Arnold Christian Normann
- 1968–1974: Hans Jørgen Lembourn
- 1968–1973: Holger Hansen
- 1968–1977: Svend Haugaard
- 1968–1970: Carl Peter Jensen
- 1968: Eva Ree
- 1970: Gunhold Due
- 1972–1973: Poul Dam
- 1972–1974: Jørgen Peder Hansen
- 1974–1977: Peter Brixtofte
- 1974–1979: Helge Dohrmann
- 1975–1979: Søren B. Jørgensen
- 1976–1979: Johannes Bugdorf
- 1976: Steffen Kjærulff-Schmidt
- 1977: Ole Maisted
- 1977–1978: Aksel Pedersen
- 1977: Ernst Prehn
- 1978: Leif Glensgaard
- 1979: Yvonne Herløv Andersen
- 1979: Anders Fogh Rasmussen

### Grönländische Folketingsabgeordnete
- 1964–1971: Knud Hertling
- 1964–1971, 1974–1976: Nikolaj Rosing
- 1972–1973: Moses Olsen
- 1972–1973: Niels Svendsen
- 1974–1979: Lars-Emil Johansen
- 1976–1977: Ole Berglund
- 1977–1979: Otto Steenholdt

### Vom Landesrat ausgewählte Mitglieder
- 1964–1970: Peter K. S. Heilmann
- 1964–1967: Erik Egede
- 1964–1967: Niels Otto Christensen
- 1967–1970: Marius Abelsen
- 1967–1970: Erling Høegh
- 1971–1979: Lars Chemnitz
- 1971–1973: Lars-Emil Johansen
- 1971–1979: Jonathan Motzfeldt
- 1974, 1977–1979: Jørgen C. F. Olsen
- 1975–1977: Otto Steenholdt
- 1976: Hendrik Nielsen